# 圣迪德罗
圣迪德罗（義大利語：San Didero），是意大利都灵省的一个市镇。总面积3.28平方公里，人口562人，人口密度171.3人/平方公里（2009年）。ISTAT代码为001239。